# Карл II фон Хоенцолерн-Зигмаринген
Карл II фон Хоенцолерн-Зигмаринген (на немски: Karl II von Hohenzollern-Sigmaringen: * 22 януари 1547 в Зигмаринген; † 8 април 1606 също там) от швабската линия на Хоенцолерните е от 1576 до 1606 г. първият граф на Хоенцолерн-Зигмаринген.
Карл II е вторият остана жив син на граф Карл I фон Хоенцолерн (1516 – 1576) и съпругата му Анна (1512 – 1579), дъщеря на маркграф Ернст от Баден-Дурлах. Той следва право заедно с по-големия му брат Айтел Фридрих. След това работи в имперския дворцов съвет във Виена, където баща му е президент. Там се сприятелява с ерцхерцог Фердинанд II Австрийски, син на император Фердинанд I.
През 1576 г. родът Хоенцолерн се разделя на линиите Хехинген, Хайгерлох и Зигмаринген. Карл II става прародител на линията Зигмаринген и получава графство Зигмарингенс манастирите Хединген и Инзигкофен също графство Феринген.

## Фамилия
Карл II е женен два пъти и има 25 деца.
Първата му съпруга е Евфросина фон Йотинген-Валерщайн (1552 – 1590), дъщеря на граф Фридрих V фон Йотинген-Валерщайн († 1579), с която има децата:
- Фердинанд (*/† 1571)
- Анна Мария (1573 – 1598)

∞ 1589 граф Маркс Фугер фон Кирхберг-Вайсенхорн (1564 – 1614)
- Мария Магдалена (1574 – 1582)
- Барбара Мария (1575 – 1577)
- Мария Якоба (1577 – 1650)

∞ 1595 граф Хайнрих фон Валдбург-Волфег (1568 – 1637)
- Йохан (1578 – 1638), княз на Хоенцолерн-Зигмаринген

∞ 1602 графиня Йохана фон Хоенцолерн-Хехинген (1581 – 1634)
- Карл (1579 – 1585)
- Евфросина (1580 – 1582)
- Айтел Фридрих (1582 – 1625), епископ на Оснабрюк, кардинал
- Мария Максимилиана (1583 – 1649)

∞ 1598 фрайхер Йоахим Улрих фон Нойхауз († 1604)
∞ 1605 фрайхер Адам фон Щернберг († 1623)
- Ернст Георг (1585 – 1625)

∞ 1611 фрайин Мария Якоба фон Райтенау († 1663)
- Мария Елеонора (1586 – 1668)

∞ 1605 Йохан Фугер Стари, граф цу Кирхберг (1583 – 1633)
- Мария Сабина (1587 – 1590)
- Якоб Фридрих (*/† 1589)
- Мария (*/† 1590)

Втория си брак той сключва на 13 октомври 1591 г. с Елизабет от Палландт-Кулемборг (1567 – 1620), дъщеря и наследничка на граф Флорис I ван Паллант, граф на Кюлемборг, и вдовица на маркграф Якоб III фон Баден, с която има децата:
- Елизабет (1592 – 1659)

∞ 1. 1608 граф Йохан Христоф фон Хоенцолерн-Хайгерлох (1586 – 1620)
∞ 2. 1624 граф Карл Лудвиг Ернст фон Зулц (1595 – 1648)
- Георг Фридрих (*/† 1593)
- Мария Салома (*/† 1595)
- Мария Юлиана (1596 – 1669)
- Филип Евсебий (1597 – 1601)
- Христиан (*/† 1598)
- Мария Клеофа (1599 – 1685)

∞ 1. 1618 граф Йохан Якоб фон Бронкхорст-Батенбург (1582 – 1630)
∞ 2. 1632 княз Филип Карл Аренберг дьо Лин (1587 – 1640), херцог на Арсхот
- Мария Христиана (1600 – 1634)
- Мария Катарина (1601 – 1602)
- Мария Амалия (*/† 1603)